# Giants’ Graves (Halton Gill)
Die Giants’ Graves (auch Pen-y-ghent genannt) von Halton Gill, im Littondale in den Pennines  im Westen von North Yorkshire in England, wurden zuerst 1878 von Dunham Whitaker in „History and Antiquities of Craven“ beschrieben. Er und W. Boyd hielten die Überreste für normannisch.
Laut Whitaker wurden von Erde und Torf bedeckte Skelette gefunden, die in groben Steinkisten aus Kalkstein lagen. Harry Speight sprach 1892 hingegen von einigen Erdhügeln, der größte, in zwei Teile geteilt, misst etwa neun mal acht Meter. Es gibt einen weiteren Grabhügel an der Ostseite und einen 7 Meter breiten und fast 30 Meter langen Graben im Norden. Mehrere große längliche Steine wurden vor Jahren entfernt und als Torpfosten verwendet.
Der schwer beschädigte Bereich wurde 1936 von Arthur Raistrick und 1937 von W. Bennett ausgegraben. Dabei wurden zwei Steinkisten mit Fragmenten menschlicher Knochen gefunden. Bennetts Bericht besagt: Der Standort besteht aus einem nahezu runden etwa acht Meter breiten Wall, der teilweise noch zwei Meter hoch ist und einen gestörten Bereich umschließt, in dem die Überreste von zwei Steinkisten und eine Reihe von Vertiefungen liegen, die sicher von ähnlichen Strukturen stammen. Ein Bauer berichtet von mehr als 20 großen Steinen, die aus den Mulden entfernt wurden. Der Wall umschließt eine Fläche von etwa 18 mal 17 m. An der westlichen Seite liegt ein kleiner Steinwall in Form einer Apsis, die sich außerhalb des Ringareals über weitere 3,3 Meter erstreckt.
Nahe dem östlichen Ende befindet sich eine Kiste mit drei Steinen in situ. Sie wurde bis zu einer Tiefe von 45 cm durchsucht. Gefunden wurden Knochenfragmente und Zähne, die Arthur Keith mehreren Erwachsenen und einem Kind zuordnen konnte. Die meisten der Extremitätenknochen stammen von einem Mann mittlerer Statur. Der Zustand der Knochen weist laut Keith auf eine Person aus der Eisenzeit. Während dies für sekundäre Beisetzungen möglich ist, ist es für die Kisten, aus denen die Knochen stammten, unwahrscheinlich.
Am westlichen Ende liegen zwei große Seitensteine von mehreren Kisten oder einer Kammer. Der Boden vor ihnen wurde vor Jahren umgegraben und aufgefüllt. Im grauen Sand fanden sich zwei kleine Feuersteine – einer mit einer gut gearbeiteten Klinge – die wahrscheinlich älter sind als der Hügel.
Der Platz ist entweder ein Grabhügel für Steinkisten oder, wie jüngere Analysen vorschlagen, eine Megalithanlage vom Typ Passage tomb mit umliegenden jüngeren Kisten. Die Mulden, aus denen viele der großen abtransportierten Steine stammen, liegen in einer parallelen Reihe und sind auf die beiden verbliebenen großen Steinen der Westseite ausgerichtet. Sie sollten Teile von Kammerwänden und nicht von Kisten sein.